# Electric Dreams
Electric Dreams er en engelsk tv-serie fra 2017 over en roman af Philip K. Dick med bl. a. Bryan Cranston og Sisse Babett-Knudsen.